# Orlov
|  | Aquest article tracta sobre la localitat russa. Vegeu-ne altres significats a «Orlov (desambiguació)». |

Orlov - Орлов en rus - és una ciutat de l'óblast de Kírov (Rússia) a la riba dreta del riu Viatka a 77 km al sud de Kírov. Entre el 1923 i el 1992 la ciutat es deia Khalturin en honor del revolucionari rus Stepan Khalturin, membre de la Naródnaia Vólia que va intentar assassinar el tsar Alexandre II.

## Demografia
| 1897  | 1939  | 1959  | 1970   | 1979   | 1989   | 1992   | 2002  | 2007  | 2009  | 2010  |
| ----- | ----- | ----- | ------ | ------ | ------ | ------ | ----- | ----- | ----- | ----- |
| 3 300 | 7 300 | 9 200 | 10 600 | 10 700 | 10 300 | 10 600 | 8 596 | 7 900 | 7 654 | 7 640 |